# Balmaseda
Balmaseda – gmina w Hiszpanii, w prowincji Biskaja, w Kraju Basków, o powierzchni 22,32 km². W 2011 roku gmina liczyła 7737 mieszkańców.